# Michael Klessmann
Michael Klessmann (* 10. September 1943 in Jöllenbeck) ist ein deutscher Praktischer Theologe, Pastoralpsychologe, Lehr-Supervisor und emeritierter Hochschullehrer.
Klessmann ist emeritierter Professor für Praktische Theologie (mit einem Forschungsschwerpunkt „Seelsorge und Pastoralpsychologie“) in Wuppertal. Sein älterer Bruder ist der Historiker Christoph Kleßmann.

## Leben
Michael Klessmann legte nach Grundschule und Gymnasium 1963 in Schwerte/Ruhr das Abitur ab und studierte dann von 1963 bis 1969 in Bethel, Heidelberg und Tübingen Theologie. Sein Erstes theologisches Examen legte er 1969 bei der Evangelischen Kirche von Westfalen ab. Es folgte in den beiden Jahren 1969 und 1972 jeweils ein Gemeindevikariat in Bünde und Bielefeld. Während dieser Zeit gab er an der Carl-Severing-Schule, Bielefeld auch Religions- und Philosophieunterricht. Von 1969 bis 1971 absolvierte er ein Auslandsstudium mit den Schwerpunkten Klinische Seelsorgeausbildung (CPE) und Pastoralpsychologie in Richmond, Virginia, USA.
1972 legte Klessmann das Zweite theologische Examen bei der Evangelischen Kirche von Westfalen ab. Anschließend war er von 1972 bis 1974 als Pastoralpsychologischer Mitarbeiter an der Evangelischen Erziehungs- und Lebensberatungsstelle Bielefeld tätig. In dieser Zeit war er beauftragt mit dem Aufbau einer Telefonseelsorge in Bielefeld. Von 1974 bis 1978 arbeitete Klessman als Wissenschaftlicher Assistent am Lehrstuhl für Praktische Theologie mit Schwerpunkt Seelsorge (als Mitarbeiter von Dietrich Stollberg) an der Kirchlichen Hochschule Bethel. In dieser Zeit erfolgte 1974 seine Ordination. 1978 promovierte er zum Dr. theol. beim Fachbereich Evangelische Theologie der Westfälischen Wilhelms-Universität Münster.
Von 1978 bis 1998 war er als Wissenschaftlicher Mitarbeiter an der Kirchlichen Hochschule Bethel tätig, zugleich als Supervisor für Klinische Seelsorgeausbildung (KSA) am Seelsorgeinstitut an der Kirchlichen Hochschule Bethel, als Geschäftsführer dieses Instituts und als Krankenhausseelsorger an der Psychiatrischen Klinik der von Bodelschwingh’schen Anstalten Bethel. Im Jahr 1980 wurde Klessmann als Supervisor für Klinische Seelsorgeausbildung (KSA) durch die Deutsche Gesellschaft für Pastoralpsychologie (DGfP) anerkannt. Eine Ausbildung in Gestalttherapie beim Institut für Integrative Gestalttherapie (IGW) in Würzburg schloss sich 1978 bis 1981 an, das er 1981 und 1982 mit einem Studium der Gestaltpädagogik an der University of California in Santa Barbara, USA fortführte.
1984 bis 1987 nahm Klessmann verschiedene Lehraufträge am Fachbereich Evangelische Theologie der Philipps-Universität Marburg zu seelsorglichen und homiletischen Themen wahr, von 1990 bis 1995 einen regelmäßigen Lehrauftrag zur Ethik in den Gesundheitswissenschaften beim Studiengang Gesundheitswissenschaften an der Universität Bielefeld. In den Jahren 1989 bis 1996 war er Vorsitzender der Sektion Klinische Seelsorgeausbildung in der Deutschen Gesellschaft für Pastoralpsychologie (DGfP). 1991 verbrachte er einen halbjährigen Forschungsaufenthalt an der School of Theology at Claremont, in Claremont, Kalifornien. 1993 erfolgte seine Habilitation für das Fach Praktische Theologie bei der Kirchlichen Hochschule Bethel. In den Jahren 1996 bis 1999 war Klessmann 1. Vorsitzender der Deutschen Gesellschaft für Pastoralpsychologie (DGfP). 1998 wurde er zum Professor für Praktische Theologie an die Kirchliche Hochschule Wuppertal berufen.
2000 wurde Michael Klessmann in der DGfP als Lehrsupervisor anerkannt. Seit seiner Emeritierung als Professor im Jahr 2008 lebt er in Ansbach.

## Schriften (Auswahl)

### Monographien
- Ambivalenz und Glaube. Warum sich in der Gegenwart Glaubensgewissheit zu Glaubensambivalenz wandeln muss. Stuttgart 2018, ISBN 978-3-17-034455-6.
- Das Pfarramt. Einführung in Grundfragen der Pastoraltheologie. Neukirchen 2012, ISBN 978-3-7887-2587-7.
- Seelsorge. Begleitung, Begegnung, Lebensdeutung im Horizont des christlichen Glaubens. Ein Lehrbuch. Neukirchen 2008, ISBN 978-3-7887-2293-7.
- Pastoralpsychologie. Ein Lehrbuch. Neukirchen 2004. 3. Auflage 2006, ISBN 3-7887-2050-6.
- Ärger und Aggression in der Kirche. Göttingen 1992, ISBN 3-525-62329-1.
- Pfarrbilder im Wandel. Ein Beruf im Umbruch. Neukirchen 2001, ISBN 3-7887-1871-4.
- Angst und Angstbewältigung als Gegenstand praktisch-theologischer Reflexion. (= Wechselwirkungen. Nummer 30). Waltrop 1998, ISBN 3-933688-04-3.
- Identität und Glaube. Zum Verhältnis von psychischer Struktur und Glaube. Dissertation. Universität Münster 1978. München, Mainz 1980, ISBN 3-459-01304-4 und ISBN 3-7867-0825-8

### Herausgeberschaften
- mit Kerstin Lammer: Das Kreuz mit dem Beruf. Supervision in Kirche und Diakonie. Neukirchen 2007, ISBN 978-3-7887-2219-7.
- Handbuch der Krankenhausseelsorge. 3., überarbeitete und erweiterte Auflage. Göttingen 2008, ISBN 978-3-525-62403-6.
- mit Elisabeth Hölscher (Hrsg.), Klaus Winkler (Autor), Grundmuster der Seele. Pastoralpsychologische Perspektiven (= Arbeiten zur Pastoraltheologie (ATP), Band 41), Vandenhoeck & Ruprecht, Göttingen 2003, ISBN 3-525-62376-3.
- mit Jochen Motte: Gewalt erkennen – Gewalt überwinden. Beiträge zu einem Symposion der Kirchlichen Hochschule Wuppertal und der Vereinten Evangelischen Mission. Wuppertal 2002, ISBN 3-932735-76-5.
- mit Irmhild Liebau: Leiblichkeit ist das Ende der Werke Gottes. Körper – Leib – Praktische Theologie. Festschrift für Dietrich Stollberg. Göttingen 1997, ISBN 3-525-60397-5.
- mit Kurt Lückel: Zwischenbilanz: Pastoralpsychologische Herausforderungen. Im Spannungsfeld von Theologie und Humanwissenschaften. Klaus Winkler zum 60. Geburtstag. Bielefeld 1994, ISBN 3-7858-0359-1.
- mit Klaus Winkler: Spielarten der Seelsorge. Beiträge aus dem Seelsorgeinstitut an der Kirchlichen Hochschule Bethel. Bethel 1991.

### Artikel
- Deutsche Gesellschaft für Pastoralpsychologie: Die Jahre der Entstehung und Gründung (bis 1980). Eine Chronik. In: Transformationen. Pastoralpsychologische Werkstattberichte. 12. Jahrgang, Heft 17, Januar 2012, S. 2–179.
- Pastorale Supervision? Die Bedeutung theologischer Feldkompetenz für Supervision im Raum der Kirche. In: Wege zum Menschen. 56. Jahrgang, 2004, S. 377–390.
- Von der Bewegung zum Verein. Zur Geschichte der Entstehung und Gründung der Deutschen Gesellschaft für Pastoralpsychologie. In: Wege zum Menschen. 64. Jahrgang, Heft 2, 2012, S. 208–221.